# Joseph Muzquiz
Joseph Muzquiz, né le 14 octobre 1912 à Badajoz (Espagne) et mort le 21 juin 1983 à Plymouth (Massachusetts, États-Unis), est un prêtre catholique espagnol, membre de l'Opus Dei. En 2011, il est déclaré serviteur de Dieu.

## Biographie

### Entrée dans l'Œuvre
Fils d'une mère originaire de Badajoz et d'un père colonel d'infanterie originaire de Cuba, le jeune José Luis Múzquiz de Miguel est élevé dans une ambiance de piété, entre Tolède et Madrid. Dès le lycée, il donne notamment des cours de catéchisme aux enfants. En 1930, il entre à l'université de Madrid pour étudier l'ingénierie. C'est là qu'il rencontre le père Josémaria Escrivá. Profondément touché par les paroles du prêtre, Muzquiz décide de suivre les cours hebdomadaires donnés par ce dernier à des petits groupes d'étudiants. 
En juillet 1936, six mois après avoir obtenu son diplôme universitaire, la guerre d'Espagne éclate. Muzquiz passe alors les trois années suivantes dans l'armée en tant qu'officier de génie militaire. En juillet 1937, il rencontre un proche de Josémaria qui vient de s'échapper de la zone républicaine et apprend que son père spirituel est encore vivant, alors que beaucoup d'autres prêtres ont été tués.
L'année suivante, il reçoit une lettre de ce dernier qui change sa vie. C'est ainsi qu'en janvier 1940, il quitte l'armée et rejoint l'Opus Dei en tant que laïc. 
Dès lors, Josémaria lui confie de nombreuses responsabilités. Dans le même temps, il cherche à sanctifier son travail en tant qu'ingénieur civil et travaille à évangéliser ses collègues.

### Diffusion dans le monde
Lorsque saint Josémaria lui demande s'il souhaite se préparer au sacerdoce, Muzquiz accepte. C'est ainsi que le 25 juin 1944, après une préparation rigoureuse, il est ordonné à Madrid par Mgr Leopoldo Eijo y Garay (es). Il devient alors l'un des trois premiers prêtres de la prélature avec Álvaro del Portillo et José María Hernández Garnica. Il se consacre dès lors à son œuvre pastorale.
En 1949, il est envoyé aux États-Unis pour y installer l'Opus Dei. Bien qu'il ne parle pas anglais et qu'il n'a pas argent, il réussit à installer l'Oeuvre à Chicago puis travaille à son expansion dans d'autres villes comme Boston, South Bend, Milwaukee, Madison, Saint-Louis et Washington, D.C. et joue enfin un rôle déterminant dans l'installation de l'Opus Dei au Canada, au Vénézuéla et au Japon. En 1961, Josémaria demande à Joseph Muzquiz de s'installer à Rome pour travailler avec lui au gouvernement international de l'Opus Dei. Il y travaille alors pendant trois ans puis s'installe en Suisse comme vicaire régional de l'Oeuvre.

### Fin de vie
Vieillissant et fatigué, il quitte ses fonctions et se voit nommer aumônier de Pozoalbero, un centre de congrès dans le sud-ouest de l'Espagne. Il se consacre en même temps à la prédication de retraites, à la direction spirituelle et à la confession. 
Il retourne toutefois aux États-Unis en 1976, servant comme vicaire de l'Opus Dei et comme aumônier du Centre de conférences Arnold-Hall, près de Boston. Mais, fatigué par son travail intense, il meurt d'une crise cardiaque le 21 juin 1983.

## Postérité
Son procès en béatification fut ouvert par l'archidiocèse de Boston en 2011. La phase diocésaine fut clôturée le 22 mai 2014. La phase romaine est en cours.